# Leonardo Ansaloni
Leonardo Ansaloni (Elortondo, Santa Fe, 3 de septiembre de 1979) es un exjugador de básquetbol argentino. Actualmente se desempeña como miembro de la comisión directiva del Deportivo Roca.

## Trayectoria
Ansaloni se formó en la cantera del club Peñarol de Elortondo. Jugando con el equipo superior de la institución, se consagraría campeón del Campeonato Provincial de Básquetbol de Mayores de Santa Fe en 1995.
Pasó luego a Olimpia Venado Tuerto, donde haría su debut en la Liga Nacional de Básquet en 1996. Tras su primera temporada allí, le tocó sustituir a Lucas Victoriano como base subrogante del equipo durante los tres siguientes años. En total jugaría 112 partidos con los venadenses, con promedios de 4,1 puntos y 0,9 asistencia por encuentro. 
Fue fichado por Ciclista Juninense en 2000, pasando así a jugar en el Torneo Nacional de Ascenso. Al año siguiente se unió al Deportivo Roca, un equipo de la misma categoría que terminaría por descender en 2002. Luego del fracaso de los roquenses, Ansaloni optó por quedarse en la región, jugando el Torneo Integración de Básquet del Alto Valle de Río Negro y Neuquén con Unión de Zapala.
Rechazando ofertas de clubes del TNA, se reincorporó al Deportivo Roca para la temporada 2002-03 de la Liga B.
En agosto de 2003 se unió a Independiente de Neuquén para disputar la Liga C. Sin embargo al año siguiente haría un nuevo retorno al Deportivo Roca, solidificando su relación con el club.
En 2007, cuando los roquenses perdieron la posibilidad de jugar en la Liga B, Ansaloni firmó con el Atlético Regina. Tras una temporada allí, renovó su contrato, habiendo disputado la Liga Patagónica de Básquetbol en el ínterin con el equipo neuquino de Pacífico.
En 2009 iniciaría su cuarto ciclo con el Deportivo Roca, quedándose esta vez estrechamente vinculado al mismo. Al retirarse en 2015 pasó a desempeñarse como miembro de la comisión directiva del club en diversos puestos, y dirigió entre 2018 y 2019 a su equipo femenino de básquetbol.
Ansaloni disputó varias ediciones del Campeonato Argentino de Básquet en representación de Rio Negro. También ha participado de diversos torneos de maxibasket.

## Selección nacional
Ansaloni integró el seleccionado argentino que conquistó el Campeonato Sudamericano de Baloncesto de Cadetes de 1995.